# Długie pożegnanie (film)
Długie pożegnanie – amerykański kryminał neo-noir z 1973 roku, na podstawie powieści Raymonda Chandlera z 1953 roku, pod tym samym tytułem. Akcja została przeniesiona w lata 70. XX wieku, a scenariusz nie jest wierną adaptacją.

## Opis fabuły
Los Angeles, lata 70. Terry Lennox pojawia się w mieszkaniu swojego przyjaciela Philipa Marlowe'a. Prosi go o pomoc w sprawie dotarcia do Meksyku. Następnego dnia detektyw zostaje przesłuchany przez policję. Okazuje się, że Lennox zabił swoją żonę. Po trzech dniach Marlowe wychodzi z aresztu, a z Meksyku są wysłane papiery o samobójstwie Lennoxa. Wtedy detektyw wszczyna śledztwo. Sprawa nie jest taka prosta, jak się wydaje. W grę wchodzą niemałe pieniądze.

## Obsada
- Elliott Gould – Philip Marlowe
- Nina Van Pallandt – Eileen Wade
- Sterling Hayden – Roger Wade/Billy Joe Smith
- Mark Rydell – Marty Augustine
- Henry Gibson – dr Verringer
- David Arkin – Harry
- Jim Bouton – Terry Lennox
- Warren Berlinger – Morgan
- Jo Ann Brody – Jo Ann Eggenweiler
- Stephen Coit – detektyw Farmer
- Jack Knight – Mabel
- Pepe Callahan – Pepe
- Vincent Palmieri – Vince
- Pancho Córdova – doktor
- Enrique Lucero – Jefe
- Sybil Scotford – Sylvia Tewksbury
- Arnold Schwarzenegger – człowiek Augustine'a (niewymieniony w napisach)